# Olaf Zimmermann

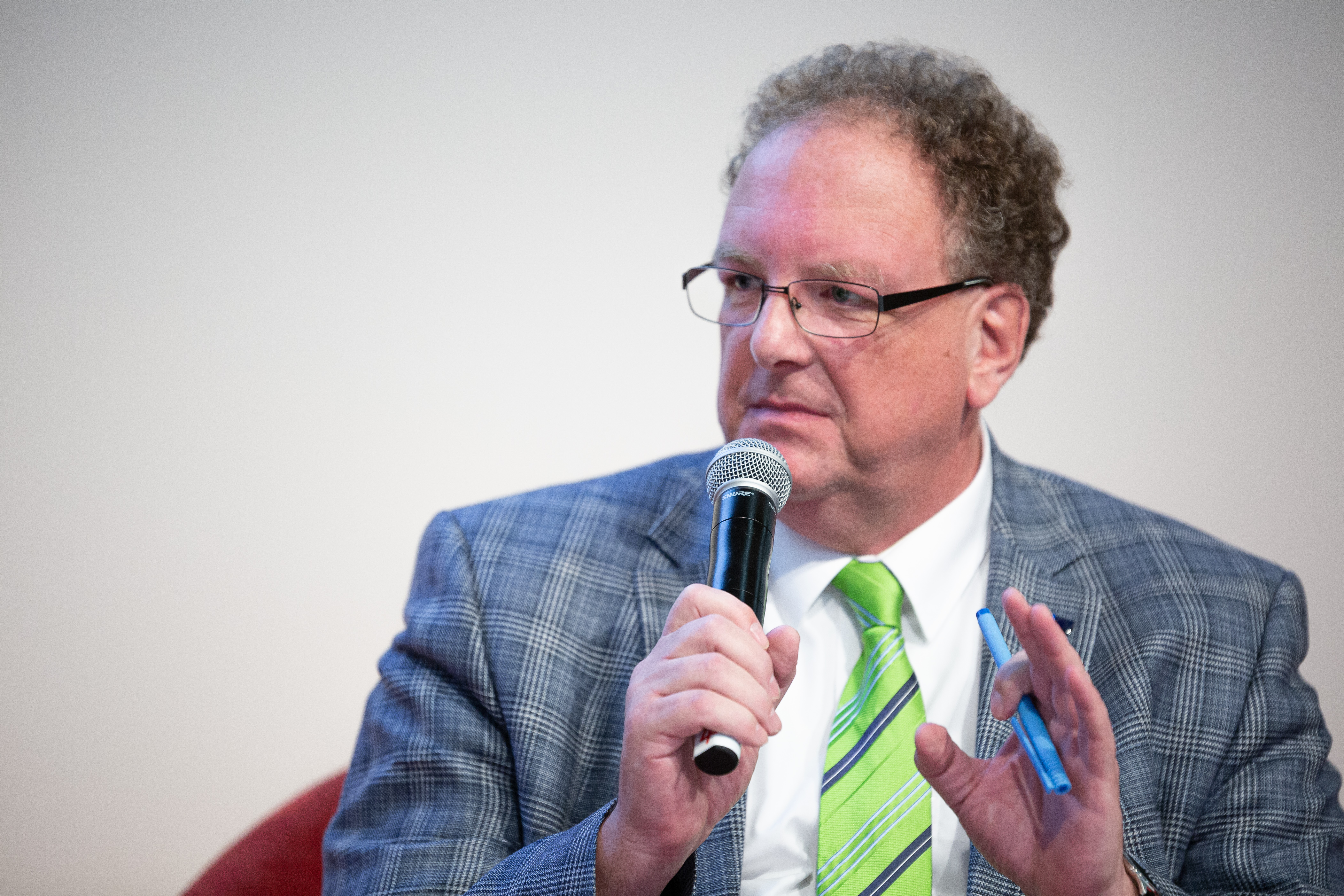
Olaf Zimmermann (2018)

Olaf Zimmermann (* 21. Februar 1961 in Limburg an der Lahn) ist ein deutscher Publizist, ehemaliger Kunsthändler und seit März 1997 der Hauptamtliche Geschäftsführer des Deutschen Kulturrates.

## Leben und Wirken
Nach dem Besuch einer Berufsfachschule und anschließender Fachoberschule absolvierte Zimmermann ein Volontariat zum Kunsthändler. Er war Geschäftsführer mehrerer Galerien. Im Jahr 1987 machte er sich mit einer eigenen Galerie für zeitgenössische Kunst selbstständig. Die Galerie unterhielt Standorte in Köln und Mönchengladbach. Ab 1991 kam zusätzlich ein Journalisten- und Beratungsbüro in Mönchengladbach hinzu. Als Geschäftsführer des Deutschen Kulturrates e. V. arbeitet Zimmermann seit März 1997. In dieser Funktion ist er zusammen mit Theo Geißler Herausgeber der Zeitschrift des Deutschen Kulturrates Politik & Kultur, die über Abonnements und im freien Kiosk-Verkauf vertrieben wird. Zimmermann ist seit 1986 Mitglied der SPD und Vorstandsmitglied des Kulturforums der Sozialdemokratie und Mitglied der SPD-Medienkommission. Er ist ferner berufenes Mitglied der Deutschen Gesellschaft für Photographie und im Beirat für Weiterbildung – Verbände/Institutionen – des Deutschen Volkshochschulverbandes für die Jahre 2024 bis 2027. Zimmermann ist zudem seit 2022 im Beirat Innenstadt des Bundesministeriums für Wohnen, Stadtentwicklung und Bauwesen und als Einrichtung und Vereinigung Mitglied in der Mitgliederversammlung der Deutschen UNESCO-Kommission.
2013 wurde Zimmermann in den Stiftungsbeirat der Kulturstiftung des Bundes berufen. Seit Dezember 2020 ist er Vorsitzender des Beirates. Von 2015 bis 2021 war Zimmermann Mitglied der Synode, des Kirchenparlaments der Evangelischen Kirche Berlin-Brandenburg-schlesische Oberlausitz (EKBO). Er ist einer von drei Sprechern des Kulturbeirates der EKBO. Zimmermann ist seit 2022 Mitherausgeber von Zeitzeichen – Evangelische Kommentare zu Religion und Gesellschaft. Seit dem 1. März 2025 ist er Mitglied im Beirat der Stiftung Preußischer Kulturbesitz.
In drei aufeinanderfolgenden Legislaturperioden war Zimmermann Mitglied in Enquetekommissionen des Deutschen Bundestags. Von 1998 bis 2002 Mitglied der Enquete-Kommission Zukunft der Bürgerschaftlichen Engagements. Von 2002 bis 2005 war er Mitglied der Enquete-Kommission Kultur in Deutschland des Deutschen Bundestags. Diese Arbeit setzte sich in die folgende Legislaturperiode bis zu deren Abschlussbericht im Jahr 2007 fort. Von 2015 bis 2020 war Zimmermann Mitglied der Hauptjury des Deutschen Computerspielpreises (DCP) berufen, 2018 bis 2020 war er Vorsitzender der Hauptjury des Deutschen Computerspielpreises. Seit Juli 2020 ist Olaf Zimmermann Vorsitzender des Beirats der Stiftung Digitale Spielekultur und Mitglied im Umsetzungsbeirat der Nationalen Plattform zur Stärkung der Resilienz gegenüber Katastrophen des Bundesinnenministeriums.
Zimmermann ist seit ihrer Gründung im Dezember 2016 Sprecher der Initiative kulturelle Integration des Deutschen Kulturrates, die sich für den gesellschaftlichen Zusammenhalt und das soziale Miteinander engagiert. Die Initiative kulturelle Integration geht auf eine Anregung der Beauftragten der Bundesregierung für Kultur und Medien, der Beauftragten der Bundesregierung für Migration, Flüchtlinge und Integration, des Bundesministeriums für Arbeit und Soziales, des Bundesministeriums des Innern und des Deutschen Kulturrates zurück. Zimmermann ist ferner im Beirat für die Green Culture Anlaufstelle der Staatsministerin für Kultur und Medien.

## Auszeichnungen
Zimmermann wurde 2020 mit dem Verdienstorden der Bundesrepublik Deutschland ausgezeichnet.

## Privates
Als Autodidakt ist Zimmermann Naturfotograf und spezialisiert auf das Fotografieren von Spinnen, Pflanzen, Flechten, Pilzen, Plasmodial-Amöben (Schleimpilze) und Kristallen. Er lebt und arbeitet in Berlin, ist verheiratet und hat drei Kinder.

## Schriften (Auswahl)
- mit Brigitte Franken: Im Bermudadreieck des Kunstmarktes. Ausstellungshandbuch. Atelier Fritzsche, Köln 1991, ISBN 3-928808-00-1.
- Im Labyrinth der Künstlerförderung. 1992.
- Der Ausstellungsbetrieb. 1993.
- Medienarbeit und Marketing für Künstler. 1995 (zweite Auflage. 1999)
- Kultur-Fundraisingmarkt der Zukunft. 1995.
- mit Gabriele Schulz: Kulturpolitik für das 21. Jahrhundert – Anforderungen an die Informationsgesellschaft. 1999.
- mit Gabriele Schulz: Weiterbildung in künstlerischen und kulturellen Berufen. 1999.
- Urheberrecht – Eine kurze und leicht verständliche Einführung in das Urheberrecht für bildende Künstlerinnen und Künstler. 1999.
- mit Gabriele Schulz: Künstlersozialversicherung – Kulturpolitik Hintergrundinformation. Band 1, 2000.
- mit Gabriele Schulz: Traumberuf Künstler. 2002.
- mit Gabriele Schulz: Zukunft Kulturwirtschaft. 2009.
- mit Gabriele Schulz: Der WDR als Kulturakteur – Anspruch • Erwartung • Wirklichkeit. 2009.
- Kulturpolitik auf den Punkt gebracht: Kommentare und Begriffe von Olaf Zimmermann (= Aus Politik & Kultur. Band 12). AZ Druck, Berlin 2014, ISBN 978-3-934868-32-8.
- Mein kulturpolitisches Pflichtenheft. Deutscher Kulturrat, Berlin 2023, ISBN 978-3-947308-38-5.
- mit Gabriele Schulz: Baustelle Geschlechtergerechtigkeit. Datenreport zur wirtschaftlichen und sozialen Lage im Arbeitsmarkt Kultur. Deutscher Kulturrat, Berlin 2023, ISBN 978-3-947308-36-1.

Herausgeberschaft:
- mit Gabriele Schulz: Kulturelle Bildung in der Wissensgesellschaft – Zukunft der Kulturberufe. 2002.
- mit Gabriele Schulz: Im Labyrinth der Kulturzuständigkeiten: Ein Handbuch. 2005.
- mit Gabriele Schulz: Kulturelle Bildung in der Bildungsreformdiskussion. Konzeption Kulturelle Bildung. 2005.
- mit Theo Geißler: Streitfall Computerspiele: Computerspiele zwischen kultureller Bildung, Kunstfreiheit und Jugendschutz. 2007 (2. erweiterte Auflage. 2009).
- mit Theo Geißler: Die Kirchen, die unbekannte kulturpolitische Macht. 2007.
- mit Gabriele Schulz: Bundesministerium für Arbeit und Soziales. Entwurf eines III. Gesetzes zur Änderung des Künstlersozialversicherungsgesetzes Hintergründe und aktuelle Anforderungen, 2007.
- mit Theo Geißler: Kulturpolitik der Parteien: Visionen, Programmatik, Geschichte, Differenzen. 2008.
- mit Theo Geißler: Digitalisierung: Kunst und Kultur 2.0. 2010.
- mit Theo Geißler: Künstlerleben: Zwischen Hype und Havarie. 2010.
- mit Theo Geißler: Kulturlandschaft Deutschland: Die Provinz lebt. 2010.
- mit Theo Geißler: Kulturelle Vielfalt erleben: Chancen und Herausforderungen interkultureller Bildung (= Aus Politik & Kultur. Nr. 8). Deutscher Kulturrat, Berlin 2012, ISBN 978-3-934868-27-4.
- mit Theo Geißler: Arbeitsmarkt Kultur: Vom Nischenmarkt zur Boombranche (= Aus Politik & Kultur. Nr. 9). Deutscher Kulturrat, Berlin 2012, ISBN 978-3-934868-28-1.
- mit Theo Geißler: Disputationen I. Reflexionen zum Reformationsjubiläum 2017 (= Aus Politik & Kultur. Nr. 10). Deutscher Kulturrat, Berlin 2013, ISBN 978-3-934868-29-8; erweiterte und aktualisierte 2. Auflage 2015.7.
- mit Wolfgang Börnsen, Eberhard Junkersdorf: Roter Teppich für die Kultur. Wortmeldungen zur Kulturpolitik (Festschrift aus Anlass des 70. Geburtstages von Bernd Neumann). Be.bra Verlag, Berlin 2012.
- mit Gabriele Schulz und Rainer Hufnagel: Arbeitsmarkt Kultur. Zur wirtschaftlichen und sozialen Lage in Kulturberufen. Deutscher Kulturrat, Berlin 2013, ISBN 978-3-934868-30-4.
- mit Theo Geißler: Islam. Kultur. Politik (= Aus Politik & Kultur. Nr. 11). AZ Druck Berlin, Berlin 2013, ISBN 978-3-934868-31-1.
- mit Klaus-Dieter Lehmann: Die Welt lesbarer machen. Goethe-Institute im Porträt. DZA Druckerei zu Altenburg, 2013, ISBN 978-3-939670-92-6.
- mit Theo Geißler: TTIP, CETA & Co. Die Auswirkungen der Freihandelsabkommen auf Kultur und Medien (= Aus Politik & Kultur. Band 13). Berlin 2015, ISBN 978-3-934868-34-2 kulturrat.de (2. erweiterte Auflage, 2016, ISBN 978-3-934868-39-7).
- mit Theo Geißler: Altes Zeug: Beiträge zur Diskussion zum nachhaltigen Kulturgutschutz (= Aus Politik & Kultur. Band 14). Berlin 2016, ISBN 978-3-934868-38-0. (kulturrat.de)
- mit Theo Geissler: Martin Luther Superstar – 500 Jahre Reformation. Berlin 2016, ISBN 978-3-934868-40-3.
- mit Gabriele Schulz, Carolin Ries, Theresa Brüheim, Barbara Haack, Ruth Sandforth und Friederike Wapler: Frauen in Kultur und Medien. Ein Überblick über aktuelle Tendenzen, Entwicklungen und Lösungsvorschläge. Deutscher Kulturrat, Berlin 2016, ISBN 978-3-934868-41-0.
- Initiative Kulturelle Integration. Zusammenhalt in Vielfalt. 15 Thesen zu kultureller Integration und Zusammenhalt. ConBrio, Regensburg 2017, ISBN 978-3-947308-00-2.
- mit Theo Geißler: Wertedebatte: Von Leitkultur bis kulturelle Integration. Deutscher Kulturrat, Berlin 2018, ISBN 978-3-947308-06-4.
- Wachgeküsst – 20 Jahre neue Kulturpolitik des Bundes 1998–2018. Deutscher Kulturrat, Berlin 2018, ISBN 978-3-947308-10-1.
- mit Theo Geißler: Die dritte Säule: Auswärtige Kultur- und Bildungspolitik (Aus Politik & Kultur). Deutscher Kulturrat, Berlin 2018, ISBN 978-3-947308-08-8.
- mit Theo Geißler: Kolonialismus-Debatte: Bestandsaufnahme und Konsequenzen (Aus Politik & Kultur). Deutscher Kulturrat, Berlin 2019, ISBN 978-3-947308-18-7. (kulturrat.de)
- mit Gabriele Schulz: Frauen und Männer im Kulturmarkt: Bericht zur wirtschaftlichen und sozialen Lage. Deutscher Kulturrat, Berlin 2020, ISBN 978-3-947308-20-0.
- mit Felix Falk: Handbuch Gameskultur. Deutscher Kulturrat, Berlin 2020, ISBN 978-3-947308-22-4.
- mit Johannes Ebert: AKBP – Auswärtige Kultur- und Bildungspolitik. Berlin 2020, ISBN 978-3-947308-28-6.
- mit Doron Kiesel und Natan Sznaider: Die Auseinandersetzung mit der Geschichte ist nie abgeschlossen. Berlin 2021, ISBN 978-3-947308-30-9.
- mit Theo Geißler: Die Corona-Chroniken Teil 1 – Corona vs. Kultur in Deutschland (Aus Politik & Kultur). Deutscher Kulturrat, Berlin 2021, ISBN 978-3-947308-32-3.
- mit Theo Geißler (Hrsg.): On the Road. 20 Jahre Kulturstiftung des Bundes (Dossier von Politik & Kultur). Berlin 2022, ISBN 978-3-947308-50-7.
- mit Theo Geißler (Hrsg.): „Yes we can! – Frauen in Führung“ (Dossier von Politik & Kultur). Deutscher Kulturrat, Berlin 2022, ISBN 978-3-947308-54-5.
- Land-Art (?) (= Politik & Kultur – Dossier Kultur in ländlichen Räumen). Conbrio Verlagsgesellschaft, Regensburg 2022, ISBN 978-3-947308-56-9.
- mit Hubert Weiger (Hrsg.): Ohne Kultur keine Nachhaltigkeit: Wie der Kultur- und Naturbereich gemeinsam die UN-Nachhaltigkeitsziele voranbringen können. Mit einem Vorwort von Claudia Roth. Deutscher Kulturrat, Berlin 2023, ISBN 978-3-947308-40-8.
- mit Theo Geißler (Hrsg.): Kunstfreiheit – Zehn Jahre Debatten in Politik & Kultur (Aus Politik & Kultur Band 19). Deutscher Kulturrat, Berlin 2024, ISBN 978-3-947308-64-4.
- mit Theo Geißler (Hrsg.): Dokumente, Bilder, Filme. Das Bundesarchiv (Dossier. Beilage zu Politik & Kultur). Conbrio, Regensburg 2025, ISBN 978-3-947308-66-8.

## Audios
- Deutschlandfunk (DLF) Kultur heute vom 3. Juli 2012 Mit Roter Liste um jede einzelne Kultureinrichtung kämpfen. Deutscher Kulturrat erfasst gefährdete Kultureinrichtungen
- Deutschlandradio Kultur Fazit vom 21. Mai 2012 „Es geht um die kulturelle Vielfalt.“ Der Geschäftsführer des Deutschen Kulturrates über den Wert der Kreativität
- Deutschlandfunk Streitkultur vom 4. November 2023: Staatsziel Kultur? Olaf Zimmermann, Geschäftsführer Deutscher Kulturrat und Steffen Augsberg, Professor für öffentliches Recht